# Gisela Labouvie-Vief
Gisela Labouvie-Vief – psycholożka i akademiczka, specjalistka od rozwoju społeczno-emocjonalnego. Profesor na Uniwersytecie Genewskim, wcześniej wykładała na Wayne State University Detroit. Ukończyła studia na Uniwersytecie Kraju Saary, doktorat obroniła na West Virginia University (1972). W swojej pracy naukowej zajmuje się między innymi myśleniem postformalnym, mądrością oraz regulacją emocji.

## Logos i Mythos jako komplementarne style myślenia

### Znaczenie słów logos i mythos
Logos (gr. λόγος) można tłumaczyć ze starogreckiego między innymi jako „grunt”, „oczekiwanie”, „słowo”, „mowa”, „powód”. Znaczenie logos jako terminu filozoficznego ewoluowało od „debaty” w starożytnej Grecji, przez „Słowo Boże” w teologii chrześcijańskiej, do współczesnego znaczenia jako źródła afiksu -logia, czyli „badanie danej dziedziny”.
Mythos (gr. Μύθος) jest terminem, który można tłumaczyć jako „mit”, „legenda”, bajka”, lub „fikcja”, lub ogólniej – jako dowolna narracja. Na przestrzeni wieków jego znaczenie nie ulegało znacznym zmianom, a w naukach o mitologiach wręcz proponuje się użycie oryginalnego terminu mythos na zastąpienie wieloznacznego współcześnie słowa „mit”.

### Logos i Mythos według Giseli Labouvie-Vief
Labouvie-Vief swoje poglądy na temat Logos i Mythos najpełniej wykłada w książce Psyche i Eros. Według niej, konstrukty te można traktować jako dwa oddzielne sposoby intelektualnego doświadczania rzeczywistości.
Logos jest w tej koncepcji myśleniem opartym na wspólnej, obiektywnie dostępnej rzeczywistości. Poznanie za jego pomocą zakłada oddzielenie poznającego podmiotu od poznawanego obiektu, który z konieczności staje się wtedy przedmiotem (nawet, jeśli to osoba – Logos wymaga uprzedmiotowienia obiektu poznania). Jest to, zdaniem Labouvie-Vief, cena którą płaci się za stworzenie systemu wiedzy uniwersalnej, wspólnej i możliwej do przekazania za pomocą ściśle określonych systemów logicznych.
Mythos jest pozornym przeciwieństwem Logos. Realizuje się przede wszystkim w jednostkowym doznaniu, doświadczeniu i intuicji. Poznanie poprzez Mythos odbywa się dzięki indywidualnemu, niepowtarzalnemu i niemożliwemu do bezpośredniego przekazania doświadczeniu. Wiedza zdobywana z jego pomocą wzrasta dzięki praktykowaniu rytuałów związanych z daną kulturą (której Mythos jest integralną częścią) oraz zgłębianiu symboliki związanej z obowiązującymi w niej narracjami.
Poniżej znajduje się krótki opis głównych różnic między Mythos a Logos
1. Mythos i Logos pozwalają zdobyć wiedzę na temat rzeczywistości
2. Mythos realizuje się w jednostkowym doświadczeniu, Logos w wymianie bezpośrednio komunikowalnych, intersubiektywnych myśli
3. Mythos można wyrazić korzystając z metafor, Logos korzystając z opisów formalnych istniejących w ramach systemu logicznego
4. Mythos wymaga kontaktu osobowego z poznawanym obiektem, Logos natomiast wymusza jego uprzedmiotowienie
5. Mythos w uproszczeniu odpowiada myśleniu magicznemu, a Logos myśleniu logicznemu
6. Mythos dostarcza przede wszystkim znaczenia, a Logos formy

### Mythos i Logos jako konstrukty komplementarne
Zdaniem Labouvie-Vief, w momencie pełnego opanowania zasad logicznego myślenia, następuje załamanie się go – nie można pogodzić rzeczywistości społecznej ze sztucznymi, sterylnymi ideałami logiki. W tym momencie następuje zwrot w stronę Mythos, który jest początkiem myślenia postformalnego, opartego na akceptacji niepewności w życiu ludzkim oraz istnienia różnych i równoprawnych sposobów opisu świata. W miarę rozwoju, Mythos na powrót staje się istotną częścią rozumowania jednostki, tworzącą dopełnienie Logos.

## Badania nad mądrością
Gisela Labouvie-Vief oparła swoją koncepcję mądrości na dostrzeżonej przez niej i opisanej dychotomii Logos i Mythos.
Punktem wyjścia dla Labouvie-Vief była koncepcja rozwoju psychologicznego człowieka stworzona przez Jeana Pieageta. Mimo wielkiej dokładności obserwacji tego badacza oraz dużej mocy opisowej jego teorii, załamywała się ona dla osób po okresie adolescencji. Labouvie-Vief doszła do wniosku, że wynika to ze skoncentrowania się przez Piageta wyłącznie na rozwoju myślenia abstrakcyjnego i obiektywnego, a zignorowania innych typów myślenia, bardziej otwartych na sprzeczności i subiektywne racje.
Równocześnie ze studiowaniem rozwoju człowieka w biegu życia, rozwijała własną koncepcję mądrości i rozwoju, której podstawowe założenia są następujące:
1. W historii myśli Zachodniej, co najmniej od czasów Platona i Arystotelesa, istniał podział na Logos i Mythos
2. Logos to wiedza, która jest obiektywna, dostępna intersubiektywnie i uniwersalna dla wszystkich ludzi, uzyskiwana za pomocą myślenia zgodnego z prawami logiki
3. Mythos to wiedza subiektywna, dostępna jednostce subiektywnie i poszerzania dzięki rozwijaniu intuicji i doświadczenia życiowego
4. Dojrzała osoba to ktoś, kto osiągnął integrację obu typów wiedzy

Mądrość, według tej koncepcji, jest osiągnięciem stanu równowagi między Logos i Mythos. Można do niej dojść dopiero po opanowaniu myślenia logicznego (myślenia formalnego u Piageta), a następnie stopniowym zmniejszaniu roli tego typu myślenia w funkcjonowaniu umysłowym, na rzecz subiektywnych i intuicyjnych sądów oraz poprzez uznanie różnorodności i równoprawności poglądów głoszonych przez różnych ludzi. Ten typ myślenia jest powszechnie uznawany w psychologii rozwojowej za przejaw myślenia postrofmalnego.
Mocną stroną koncepcji Labouvie-Vief jest przekonujący i ciekawy wywód oraz zwrócenie uwagi na istotną rolę czynnika subiektywnego w życiu człowieka w ogóle, a w docieraniu do mądrości w szczególności. Boryka się ona z takimi problemami, jak: brak możliwości empirycznej weryfikacji oraz niejasność pojęcia Mythos z perspektywy naukowej (co można uzasadnić faktem, że jest ono z założenia czymś skrajnie różnym od obiektywnego poznania właściwego nauce).

## Koncepcja rozwoju po adolescencji
Labouvie-Vief podjęła próbę poszerzenia koncepcji rozwoju psychologicznego Jeana Piageta w taki sposób, aby obejmowała ona również rozwój po adolescencji, od momentu wczesnej dorosłości, aż do starości. Z powodu trudności badania konstruktu Mythos, odeszła od niego, na rzecz prześledzenia rozwoju emocjonalnego w dorosłości. Zgodnie z jej koncepcją, rozwój po adolescencji można opisać w kategoriach zmian w myśleniu o sobie samym i swoich emocjach. Z jej badań wynika, że można wyróżnić 5 stadiów myślenia o sobie oraz 4 typy mechanizmów regulowania emocji:

### Stadia rozwoju samowiedzy
- Stadium 0 (konkretne-przedsystemowe): traktowanie swoich cech jako stałych i całościowych, brak dostrzegania relacji przyczynowo-skutkowych, brak odnoszenia się do celów życiowych i motywacji wewnętrznej
- Stadium 1 (międzyludzkie-protosystemowe): proste przyjmowanie celów i wartości własnej grupy, jednolity obraz siebie, nacisk na te cechy własne, lub innych osób, które mają znaczenie dla przynależności do grupy
- Stadium 2 (instytucjonalne-wewnątrzsystemowe): świadomość bycia jednostką w grupie społecznej, większa koncentracja na sobie samym w swoich celach, silne dążenie do realizacji własnych celów
- Stadium 3 (kontekstualne-międzysystemowe): krytyczny stosunek do konwencji, świadomość zmienności własnych cech, umiejscowienie swoich celów na szerszy tle historii własnego życia i własnej psychiki
- Stadium 4 (dynamiczne-intersubiektywne): własne role i cechy rozumie się na złożonym, psychologicznym poziomie, istnieje zdolność opisania stojących za nimi motywacji i historii życia, które doprowadziły do ich rozwinięcia, własne cele są traktowane jako ulegające ciągłym zmianom i są rewidowane w miarę rozwoju wiedzy o sobie i innych.

### Strategie regulacji emocji
1. Rozregulowanie – Brak umiejętności regulacji emocji, poddawanie się im, związany z niedojrzałością lub problemami psychicznymi
2. Samoochrona – Upraszczanie myślenia o sobie i tworzenie przesadnie pozytywnego obrazu samego siebie, bez uświadamiania sobie własnych negatywnych cech. Regulację emocji osiąga się w tej strategii dzięki zmaksymalizowaniu pozytywnych emocji i zminimalizowaniu negatywnych, kosztem spłycenia myślenia o sobie i świecie
3. Złożoność – Silne dążenie do pogłębiania samowiedzy, otwartość i duży intelektualizm. Regulację emocji osiąga się tutaj poprzez dostrzeganie złożoności w otaczającym świecie i umiejętność powstrzymywania sądów o sobie i świecie, kosztem pogłębienia negatywnej emocjonalności, która idzie w parze z obiektywnym oglądem rzeczywistości
4. Integracja – Najdojrzalsza strategia, w której regulację emocji uzyskuje się poprzez tworzenie dynamicznej równowagi, między stałością siebie a koniecznością zmian siebie w zmieniającym się środowisku społecznym

## Publikacje
- Psyche and Eros: Mind and Gender in the Life Course, Cambridge University Press, 1994.